# Friedrich Jäger von Jaxtthal
Friedrich Jäger, Ritter von Jaxtthal, född den 4 september 1784 i Kirchberg an der Jaxt (Hohenlohe), död den 26 december 1871 i Wien, var en österrikisk ögonläkare, far till Eduard Jäger von Jaxtthal. 
Jäger blev medicine doktor vid Landshuts universitet, slog sig 1808 ned i Wien, där han tidigare hade studerat, var militärläkare i kriget mot Napoleon 1809, och studerade därefter ögonsjukdomar under Beer, vars assistent han var, till dess att han 1821 blev hans efterträdare som professor vid Josephs-akademien. Lärarbefattningen lämnade han 1848. Jäger var känd som operatör och hans  namn är knutet till flera instrument.